# Legends of Wrestling
Legends of Wrestling is een videospel voor het platform Nintendo GameCube. Het spel werd uitgebracht in 2001. 